# Święty Jakub Starszy jako pielgrzym (obraz El Greca z 1603)
Święty Jakub Starszy jako pielgrzym (hisz. Santiago el Mayor como peregrino) – obraz hiszpańskiego malarza pochodzenia greckiego Dominikosa Theotokopulosa, znanego jako El Greco.

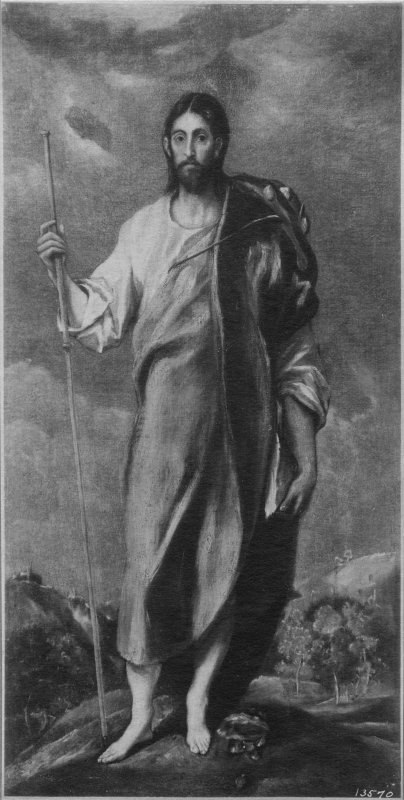
Święty Jakub Starszy jako pielgrzym wcześniejsza wersja z 1597

Obraz został stworzony, wraz ze Świętym Augustynem i Świętym Franciszkiem z Asyżu do kościoła San Nicolas w Toledo. Wszystkie wizerunki miały być wykonane w pełnopostaciowym wymiarze. Zamówienie obejmowało dodatkowo rzeźbę św. Barbary, która miała stanąć w centralnej niszy.

## Opis obrazu
Obraz przedstawia Apostoła Jakuba Starszego ubranego w czerwony płaszcz przeplatany żółtą ochrą. Zarys postaci przedstawiony został na ciemnym tle; barwny efekt czerwieni i czerni na złotym tle jest rzadko spotykanym zabiegiem artystycznym u El Greca. Twarz Jakuba jest obliczem młodego mężczyzny z krótką czarną brodą, obliczem przypominającym postać Chrystusa, jaką w późniejszym okresie artysta umieszczał w swoich Apostolados (Chrystus jako Zbawca), choć brakuje mu jeszcze takiej ekspresji.

## Inne wersje
Prawdopodobnie obraz wzorowany jest na wcześniejszym dziele o tym samym tytule stworzonym w latach 1594–1597. Jakub stoi tu na wzniesieniu, u dołu znajduje się panorama miasta i drzewa. Dolna perspektywa powoduje, iż postać apostoła jest jeszcze większa. Za nim widać zachmurzone niebo. Obraz znajduje się obecnie w Hispanic Society of America. Obraz zanim trafił do Hispanic Society znajdował się w kolekcji J. Stchoukine (Paryż) oraz w Ehrich Galleries (Nowy Jork). Podobna trzecia wersja znajduje się w sztokholmskim Nationalmuseum.